# União das Freguesias de Vilarinho dos Galegos e Ventozelo
Die União das Freguesias de Vilarinho dos Galegos e Ventozelo ist eine portugiesische Gemeinde (Freguesia) im Kreis (Concelho) Mogadouro, Distrikt Bragança, im Nordosten Portugals.

## Geschichte
Die Gemeinde entstand im Zuge der Gebietsreform vom 29. September 2013 durch die Zusammenlegung der ehemaligen Gemeinden Vilarinho dos Galegos und Ventozelo.
Vilarinho dos Galegos wurde Sitz der neuen Verwaltung.

## Demographie

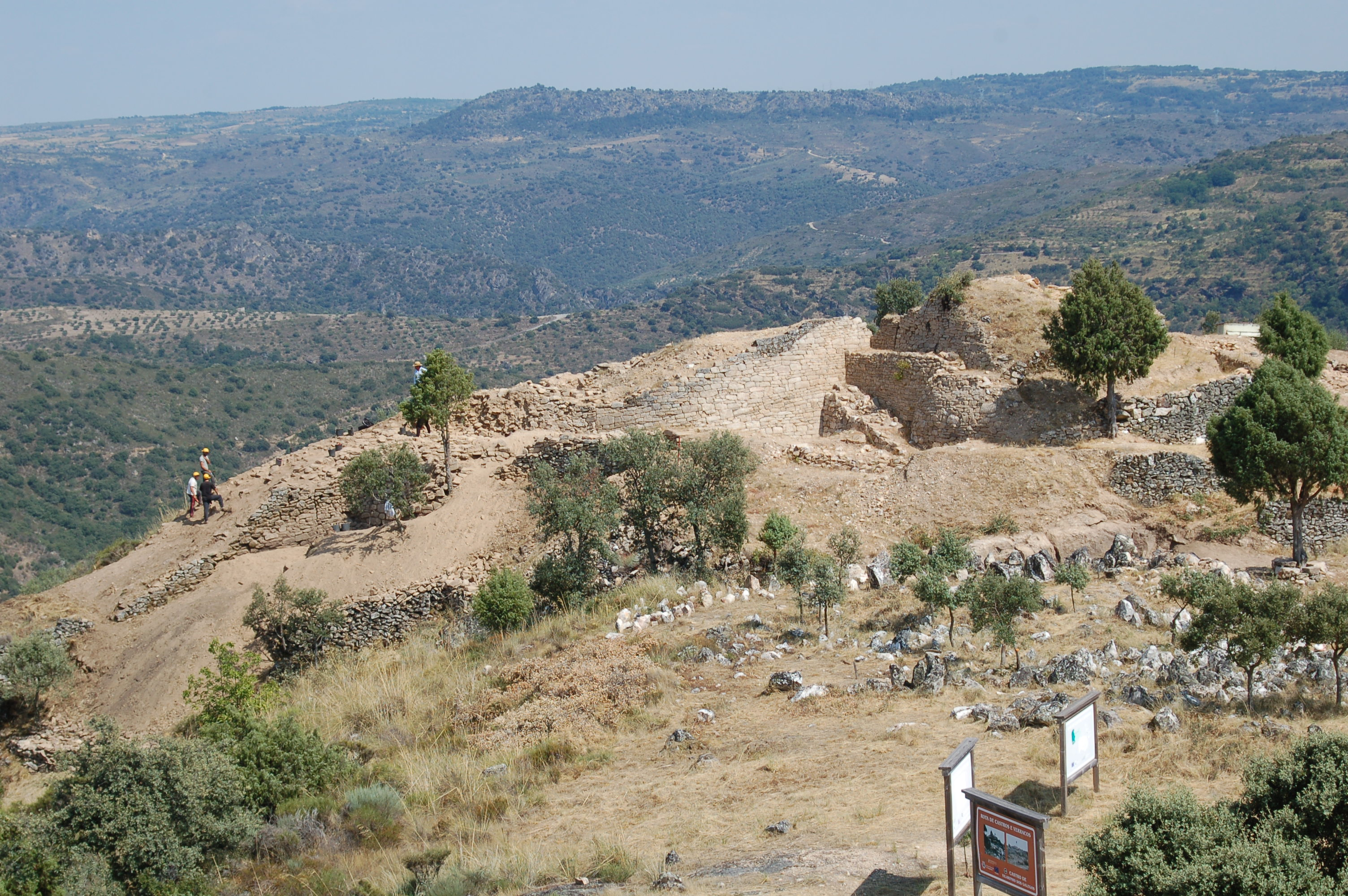
Castelo dos Mouros von Vilarinho dos Galegos.

| Freguesia | Freguesia                         | Freguesia | Freguesia       | ehemalige Freguesias | ehemalige Freguesias  | ehemalige Freguesias | ehemalige Freguesias |
| --------- | --------------------------------- | --------- | --------------- | -------------------- | --------------------- | -------------------- | -------------------- |
| Wappen    | Freguesia                         | Einwohner | Fläche in (km²) | Wappen               | Freguesia             | Einwohner            | Fläche in (km²)      |
|           | Vilarinho dos Galegos e Ventozelo | 357       | 48,74           |                      | Vilarinho dos Galegos | 190                  | 24,7                 |
|           | Vilarinho dos Galegos e Ventozelo | 357       | 48,74           | Ventozelo            | 146                   | 24,02                |                      |